# Alexander Hansa
Alexander Hansa (Anton Alexander Ignaz Friedrich Hansa) (16. září 1863 Terezín – 4. listopadu 1918 Vídeň) byl rakousko-uherský admirál. Jako absolvent námořní akademie sloužil u c. k. námořnictva od roku 1882. Za první světové války byl velitelem křižníkové flotily v Jaderském moři. Během vzpoury v Boce Kotorské na začátku února 1918 se stal rukojmím vzbouřenců. Po potlačení vzpoury byl povýšen do hodnosti viceadmirála, ale ještě před koncem války byl penzionován. Zemřel krátce poté ve Vídni.

## Biografie

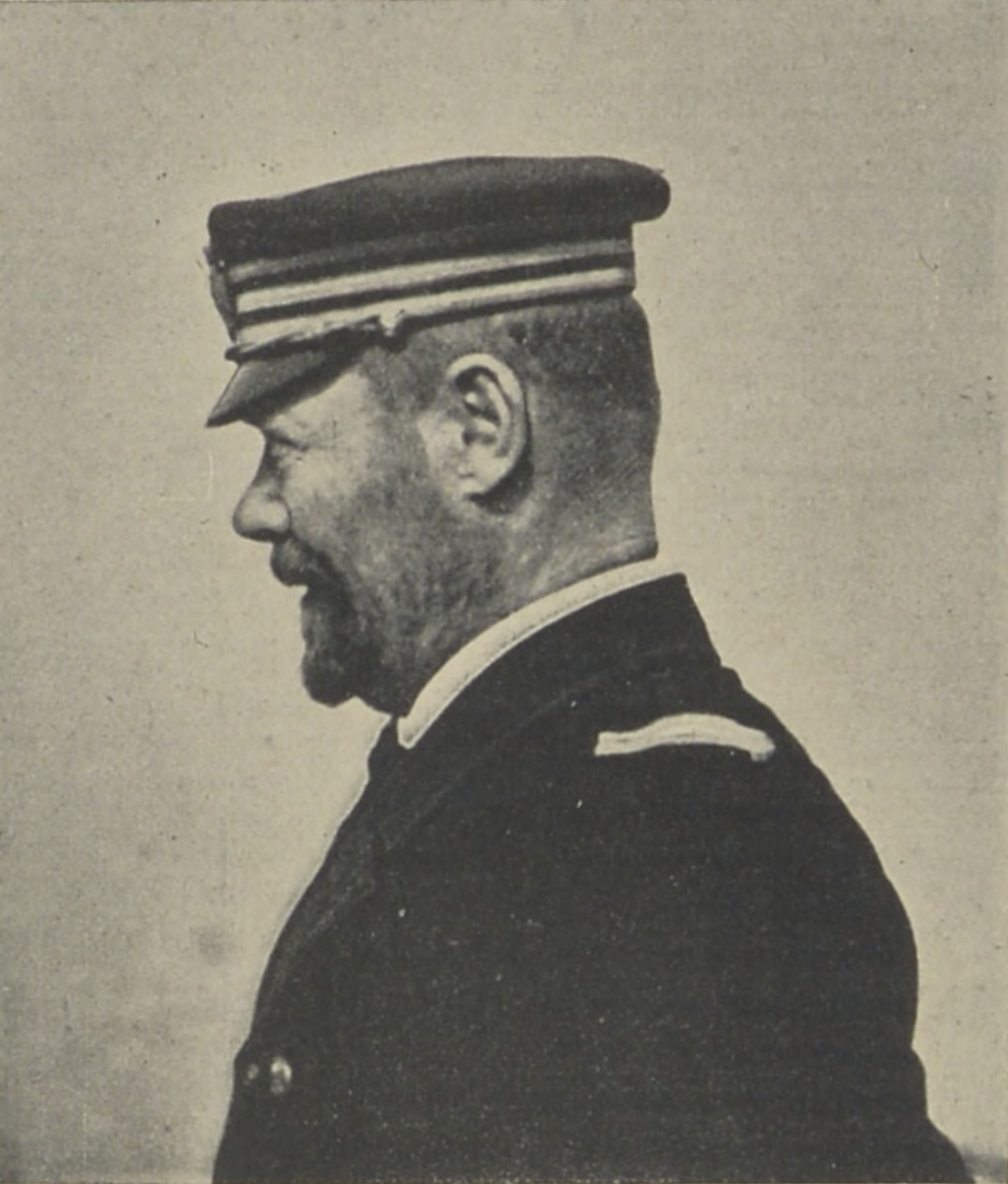
Viceadmirál Alexander Hansa (1918)

Byl synem c. k. plukovníka Friedricha Hansy (1832–1887), narodil se v Terezíně, kde otec tehdy sloužil. Studoval na gymnáziu v Šoproni a v letech 1878–1882 na C. k. námořní akademii v Rijece. V roce 1882 nastoupil jako kadet k námořnictvu a na lodích SMS Erzherzog Friedrich a SMS Albatros absolvoval v letech 1882–1885 dvě cesty kolem světa. V roce 1887 získal hodnost praporčíka a kromě služby na různých lodích ve funkci navigačního důstojníka působil také u válečného přístavu v Pule. Postupoval v hodnostech (poručík II. třídy 1893, poručík I. třídy 1897), mezitím byl přidělen k Vojenskému geografickému institutu ve Vídni (1894–1897) a na torpédovém křižníku SMS Leopard se v letech 1897–1898 zúčastnil mezinárodní blokády Kréty. Poté strávil několik dalších let u oblastního námořního velitelství v Terstua znovu u námořní základny v Pule.

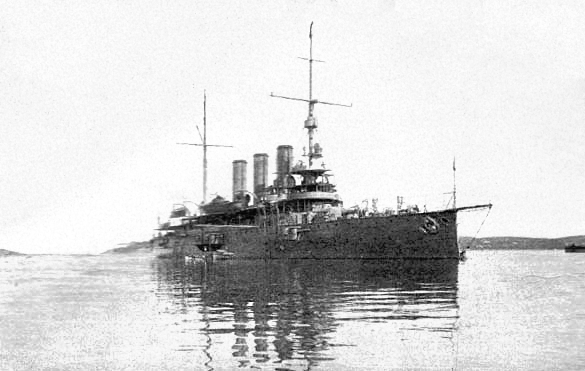
SMS Sankt Georg, vlajková loď admirála Hansy za první světové války

V roce 1905 získal hodnost korvetního kapitána a v letech 1906–1907 byl velitelem bitevní lodi SMS Habsburg. Na křižníku SMS Sankt Georg absolvoval v roce 1907 cestu do USA a v říjnu 1907 převzal velení bitevní lodi SMS Erzherzog Albrecht. V letech 1908–1910 působil v námořní sekci na ministerstvu války, kde byl přednostou 4. oddělení pro výstavbu lodí. K datu 1. května 1909 byl povýšen na fregatního kapitána a v letech 1910–1911 byl na vlajkové lodi SMS Admiral Spaun velitelem torpédové flotily. V září 1911 se vrátil na ministerstvo války a v námořní sekci byl přednostou 1. oddělení. Dne 1. listopadu 1911 získal hodnost kapitána řadové lodi a po odchodu z ministerstva války v roce 1913 převzal velení bitevních lodí SMS Tegetthoff a SMS Viribus Unitis.
Ke dni 1. května 1914 byl povýšen do hodnosti kontradmirála a na začátku první světové války se stal zástupcem velitele námořního arzenálu v Pule. V říjnu 1914 se na vlajkové lodi SMS Monarch stal velitelem V. divize v Boce Kotorské. U černohorského pobřeží z moře podporoval aktivity XIX. armádního sboru generála Trollmanna. V březnu 1917 se na vlajkové lodi SMS Sankt Georg stal velitelem křižníkové flotily a spolu s admirálem Horthy zvítězil v bitvě v Otrantské úžině. Během vzpoury v Boce Kotorské na začátku února 1918 se stal rukojmím na své vlajkové lodi SMS Sankt Georg. K požadavkům vzbouřenců se stavěl vstřícně, ale některé z nich překračovaly jeho kompetence. Vzbouřenecká flotila se rozpadla za několik dní mimo jiné i díky vojenskému zásahu z pobřeží. Hansa byl v březnu 1918 přeložen k námořnímu sborovému velitelství v Pule. K datu 1. května 1918 byl povýšen na viceadmirála, ale již v září 1918 odešel do penze.
Zemřel ve Vídni 4. listopadu 1918 na následky infarktu ve věku 55 let a byl pohřben na vídeňském Centrálním hřbitově.
Jeho starší bratr Oskar Hansa (1860–1914) byl také důstojníkem c. k. námořnictva a svou kariéru završil v hodnosti kontradmirála jako velitel přístavu v Šibeniku.

## Řády a vyznamenání
Během služby u námořnictva získal řadu vyznamenání v Rakousku-Uhersku, za první světové války byl oceněn i od spojeneckých mocností.

### Rakousko-Uhersko
- Jubilejní pamětní medaile (1898)
- Služební odznak pro důstojníky III. třídy (1907)
- Vojenský jubilejní kříž (1908)
- Vojenský záslužný kříž (1910)
- Řád železné koruny III. třídy (1913)
- Mobilizační kříž (1913)
- rytířský kříž Leopoldova řádu s válečnou dekorací (1915)
- Řád železné koruny II. třídy s válečnou dekorací (1917)
- Služební odznak pro důstojníky II. třídy (1917)
- Karlův vojenský kříž (1917)

### Zahraničí
- Řád sv. Alexandra V. třídy (1891, Bulharsko)
- Řád Medžidie III. třídy (1906, Osmanská říše)
- Námořní záslužný kříž II. třídy (1907, Španělsko)
- Řád pruské koruny II. třídy (1911, Německo)
- Železný kříž II. třídy (1916, Německo)
- Železný kříž I. třídy (1917, Německo)
- Stříbrná válečná medaile za zásluhy (1917, Osmanská říše)
- Řád bílého slona III. třídy (1917, Siamské království)